# Let It Die
Let It Die is een nummer van de Amerikaanse hardrockband Foo Fighters. Het nummer werd uitgebracht als vierde single van hun zesde studioalbum Echoes, Silence, Patience & Grace.

## Achtergrondinformatie
Het nummer is alleen digitaal uitgebracht en heeft alleen een Noord-Amerikaanse release gekregen. Op dit nummer speelt de gitarist van de band Pat Smear ook mee.
Let It Die verkreeg genoeg radio-airplay in Canada en topte daar ook in de rocklijst. Het enterde de Amerikaanse Billboard) Hot Modern Rock Tracks op 2 april 2008 en bereikte voor drie weken de eerste plek, waarbij het de zevende nummer-1 van de band is en de derde afkomstig van Echoes, Silence, Patience & Grace. Bovendien stond de band op dat moment met drie verschillende nummers in de lijst (ook The Pretender en Long Road to Ruin). Het is hiermee de vierde act die dit voor elkaar krijgt, na REM, U2 en Linkin Park. Ook is dit album het negende dat dit voor elkaar krijgt.

## Videoclip
De door Martin Fougerol (U2, The White Stripes, Wolfmother) geregisseerde videoclip vindt plaats in Los Angeles, Verenigde Staten. De clip zou in première gaan op MTV's TRL maar dit ging uiteindelijk niet door. De videoclip is daardoor nooit uitgebracht.
Fuse TV draaide echter een live-versie van het nummer, opgenomen tijdens het concert in de Madison Square Garden te New York, dat Fuse zelf mocht opnemen.

## Let It Die
De single is uitgebracht als een iTunes-exclusive digitale ep, met vier nummers. Het bevat de studioversie en een cover van Arcade Fire's Keep the Car Running die tijdens BBC Radio 1's Six Weeks of Summer in 2007 te Brighton is opgenomen. Ook staan dezelfde B-kanten op van The Pretender waarbij het gaat om een demoversie en een "nieuw" nummer. Het is de tweede ep dat de band uitbrengt, na de in 2005 uitgebrachte Five Songs and a Cover.
1. "Let It Die" (Foo Fighters) - 04:05
2. "Keep the Car Running" (Richard Patrick, Tim Kingsbury, Regine Chassagne, William Butler, Win Butler, Jeremy Gara, Foo Fighters) (Arcade Fire cover) - 03:27
3. "If Ever" (Foo Fighters) - 04:16
4. "Come Alive (Demo Version)" (Foo Fighters) - 05:32